# 法沃雷勒
法沃雷勒（法語：Faverelles，法語發音：[favʁɛl]）是法国卢瓦雷省的一个市镇，属于蒙塔日区。

## 地理
法沃雷勒（47°34'31"N, 2°55'51"E）面积18.92 平方千米，位于法国中央-卢瓦尔河谷大区卢瓦雷省，该省份为法国中北部省份，北起埃松省，西北接厄尔-卢瓦省，西南接卢瓦-谢尔省，南至涅夫勒省和谢尔省，东临约讷省，东北接塞纳-马恩省。
与法沃雷勒接壤的市镇（或旧市镇、城区）包括：皮赛地区巴蒂伊、拉沃、图村、阿奈、阿尔基扬。

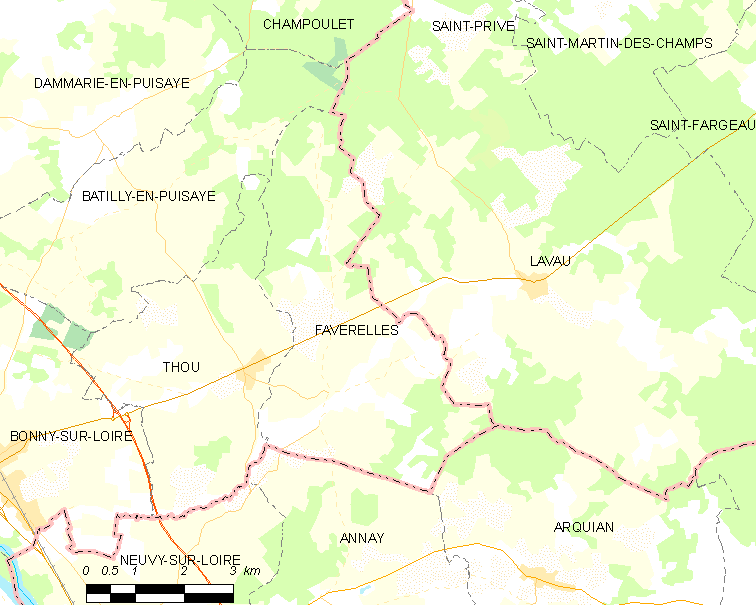
法沃雷勒的OSM定位图

法沃雷勒的时区为UTC+01:00、UTC+02:00（夏令时）。

## 行政
法沃雷勒的邮政编码为45420，INSEE市镇编码为45141。

## 政治
法沃雷勒所属的省级选区为日安县。

## 人口

1962-2008年间法沃雷勒人口变化图示

法沃雷勒于2022年1月1日时的人口数量为175人。